# Jarcha
|  | Aquest article tracta sobre un grup musical. Si cerqueu un tipus d'estrofa, vegeu «Kharja». |

Jarcha va ser un grup musical d'Andalusia creat en 1972 pel cantautor conquenc Ángel Corpa a Huelva. En els seus 25 anys de trajectòria (i diversos discos) Jarcha combinava la sensibilitat amb temes socials amb el ric patrimoni de la música popular tradicional d'Andalusia i de la resta d'Espanya, a més de musicar poemes d'autors com Miguel Hernández, Blas de Otero, Rafael Alberti o Federico García Lorca, entre d'altres. S'usaven instruments típics del folklore andalús i més tard d'altres zones del país. Durant els anys de la Transició espanyola, la seva música reflectia el sentir popular en uns anys que es passava del franquisme a la democràcia. La cançó "Libertad sin ira" (R. Baladés/P. Herrero) que inicialment va ser prohibida el 9 d'octubre de 1976 quan Diario 16 la va voler usar com a eslògan en la seva sortida al carrer i que posteriorment es va convertir en un himne no oficial d'aquell moment històric. De fet el grup va ser escollit com el millor del país per votació popular en 1975 i 1976.
El 1975 també van dedicar una òpera-rock titulada «Líder» a José Antonio Primo de Rivera, fundador de Falange Española.

## Discografia
- 1974 Nuestra Andalucía
- 1975 Andalucía vive
- 1976 Cadenas
- 1977 En el nombre de España paz
- 1977 Libertad sin ira (single de 1976)
- 1978 Por las pisadas
- 1980 Andalucía en pie
- 1981 Grandes canciones (doble CD recopilatori)
- 1982 Imagen de Andalucía
- 1983 Folclore de Andalucía
- 1983 Recital C. M. San Juan Evangelista (Concerts de Radio 3)
- 1984 A la memoria de Federico García Lorca
- 1991 Todo Jarcha (recopilatorio)
- 1992 Sentir el Sur
- 1995 Tierra que rozan dos mares
- 1997 Libertad sin ira y otros éxitos
- 2003 Sus 4 primeros discos en Zafiro (recopilatori)